# Český rozhlas Liberec
Český rozhlas Liberec je regionální rozhlasová stanice Českého rozhlasu, sídlící v Liberci a vysílající pro Liberecký kraj. Vznikla v roce 1946, zrušena byla roku 1960 a k jejímu obnovení došlo 2016. Ředitelem stanice je od roku 2016 Milan Knotek.
Vlastní program stanice vysílá denně od 5.00 do 19.00 hodin, v několika oknech přes den a v rámci večerního a nočního vysílání šíří celoplošné pořady stanice ČRo Střední Čechy a společný program regionálních stanic Českého rozhlasu. Přebírá rovněž pořady ze stanic ČRo Dvojka, ČRo Hradec Králové nebo ČRo Sever, naopak ČRo Liberec poskytuje všem regionálním stanicím vysílání pořadu Výlety s Pavlem Kudrnou.

## Historie
Pravidelné liberecké vysílání rozhlasu bylo zahájeno 23. ledna 1946, v dubnu 1947 byla liberecká stanice začleněná do celostátní sítě Československého rozhlasu. Jako samostatná rozhlasová stanice působil Liberec až do vzniku Severočeského kraje v roce 1960, kdy se stal ústeckou pobočkou. V únoru 1999 byla obnovena liberecká redakce Českého rozhlasu. Odpojované vysílání pro Liberecko a Jablonecko zahájil Český rozhlas Sever 30. května 2005. Samostatná stanice Český rozhlas Liberec vznikla 2. listopadu 2016.
Ředitelem stanice se v roce 2016 stal Milan Knotek, který zároveň vede také ČRo Sever.

## Distribuce signálu
Český rozhlas Liberec vysílá analogově na VKV frekvencích a digitálně v systému DAB+, na internetu a od roku 2020 také v satelitním vysílání přes družici Astra 3A (pozice 23,5° východně) v DVB-S2.
| Město                 | Frekvence |
| --------------------- | --------- |
| Liberec               | 102,3 FM  |
| Jablonec              | 102,3 FM  |
| Turnov                | 91,5 FM   |
| Semily                | 103,4 FM  |
| Harrachov             | 107,9 FM  |
| Frýdlant              | 97,4 FM   |
| Česká Lípa            | 94,3 FM   |
| Jablonné v podještědí | 105,4 FM  |
| Nový Bor              | 96,5 FM   |
| celé Čechy            | 12C DAB+  |